# 竹醉日
竹醉日，亦作竹迷日、竹生日、竹誕日，福州話稱為竹醉日（tøyk7-tsoi5-nik8），中國民間傳說為竹子的生日，日期係農曆五月的第十三日，有說農曆八月八日亦為竹醉日。在日語中，「竹醉」亦為月份「九月」的別稱。

## 由來
傳說此日為竹之生日，故栽竹易活，農民於此日種竹或移植竹，相信竹子便能生長良好。
- 五月十三日
  - 〔宋〕釋贊寧撰《筍譜》五之雜說：「民間說，竹有生日，即五月十三日也。移竹栽取，宜此日。」[1]
  - 〔宋〕范致明撰《岳陽風土記》：「五月十三日謂之龍生日，可種竹，《齊民要術》所謂竹醉日也。」[2]
- 八月八日
  - 〔南宋〕林洪撰《山家清事》：「種竹法：《岳州風土記》、《文心雕龍》皆以五月十三日為生日，《齊民要術》則以八月八日為醉日，亦為迷日，俱有可疑。」[3]

## 流傳
此民俗節日曾傳至日本、韓國。
在日本稱竹醉日（日语：／ Chikusuijitsu）
，也作竹迷日（日语：／ Chikumeijitsu），係來自中國的傳說，認為此日適合栽種、移植竹子，
在韓國稱죽취일(竹醉日)、죽미일(竹迷日) 、죽술일(竹述日)等，在韓國仍有竹農會在五月十三日種竹，以祈求豐收。

## 參照
- 竹

## 外部連結
1. ↑  .   [2017-02-09]. （原始内容存档于2020-06-29）.
2. ↑  中國哲學書電子化計劃《岳陽風土記》
3. ↑  維基文庫《山家清事》
4. ↑  .   [2017-02-09]. （原始内容存档于2017-07-23）.
5. ↑  .   [2017-02-09]. （原始内容存档于2017-07-24）.
6. ↑  扈貞煥撰《韓國的民俗與文化》臺灣商務出版社，頁90